# Hainfeld
Hainfeld osztrák város Alsó-Ausztria Lilienfeldi járásában. 2019 januárjában 3787 lakosa volt.

## Elhelyezkedése

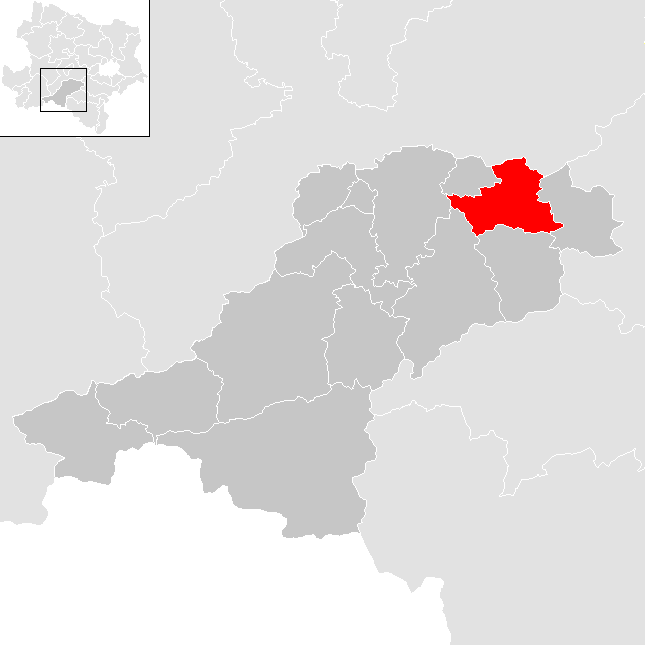
Hainfeld a Lilienfeldi járásban

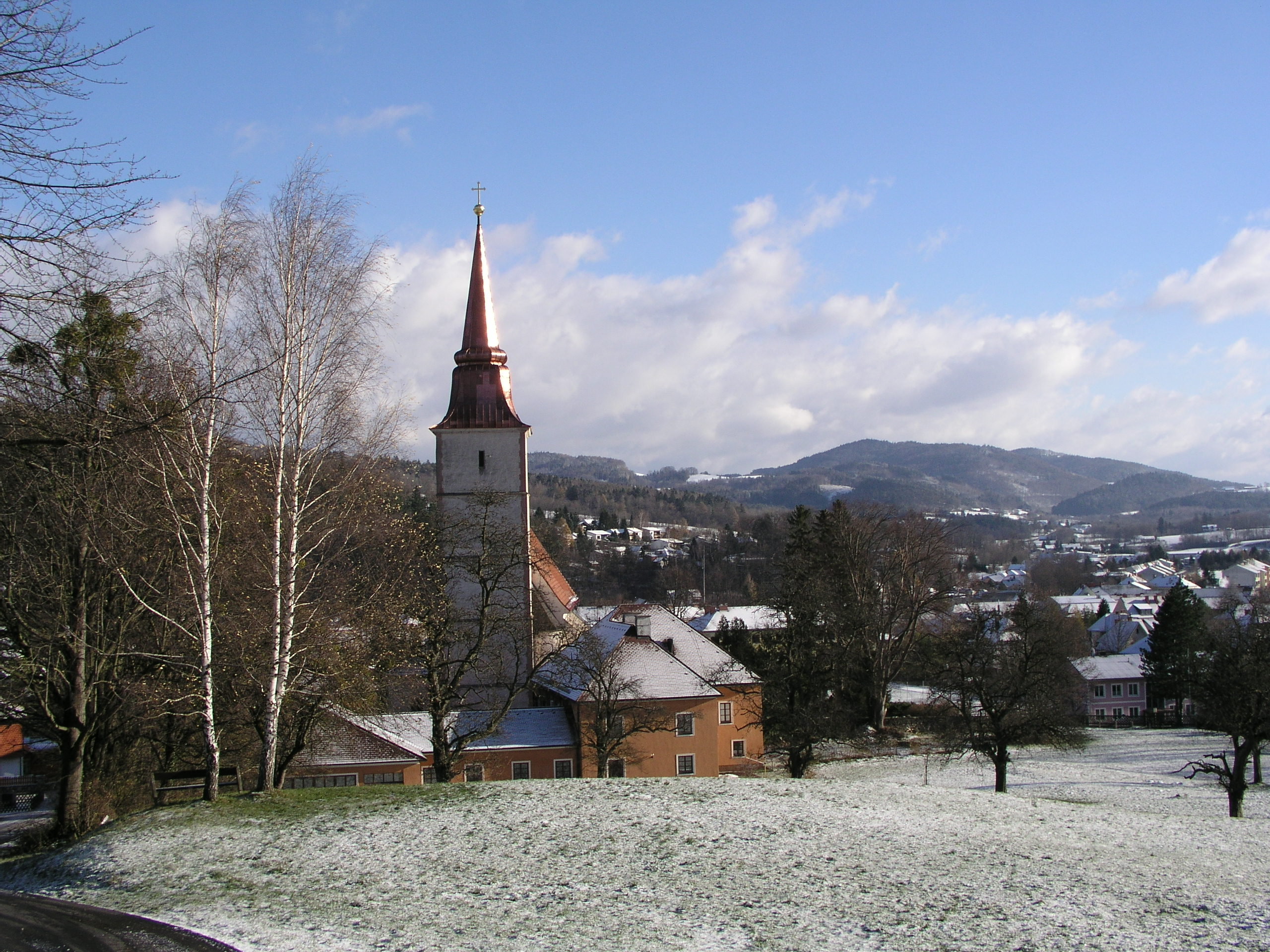
A Szt. András-plébániatemplom

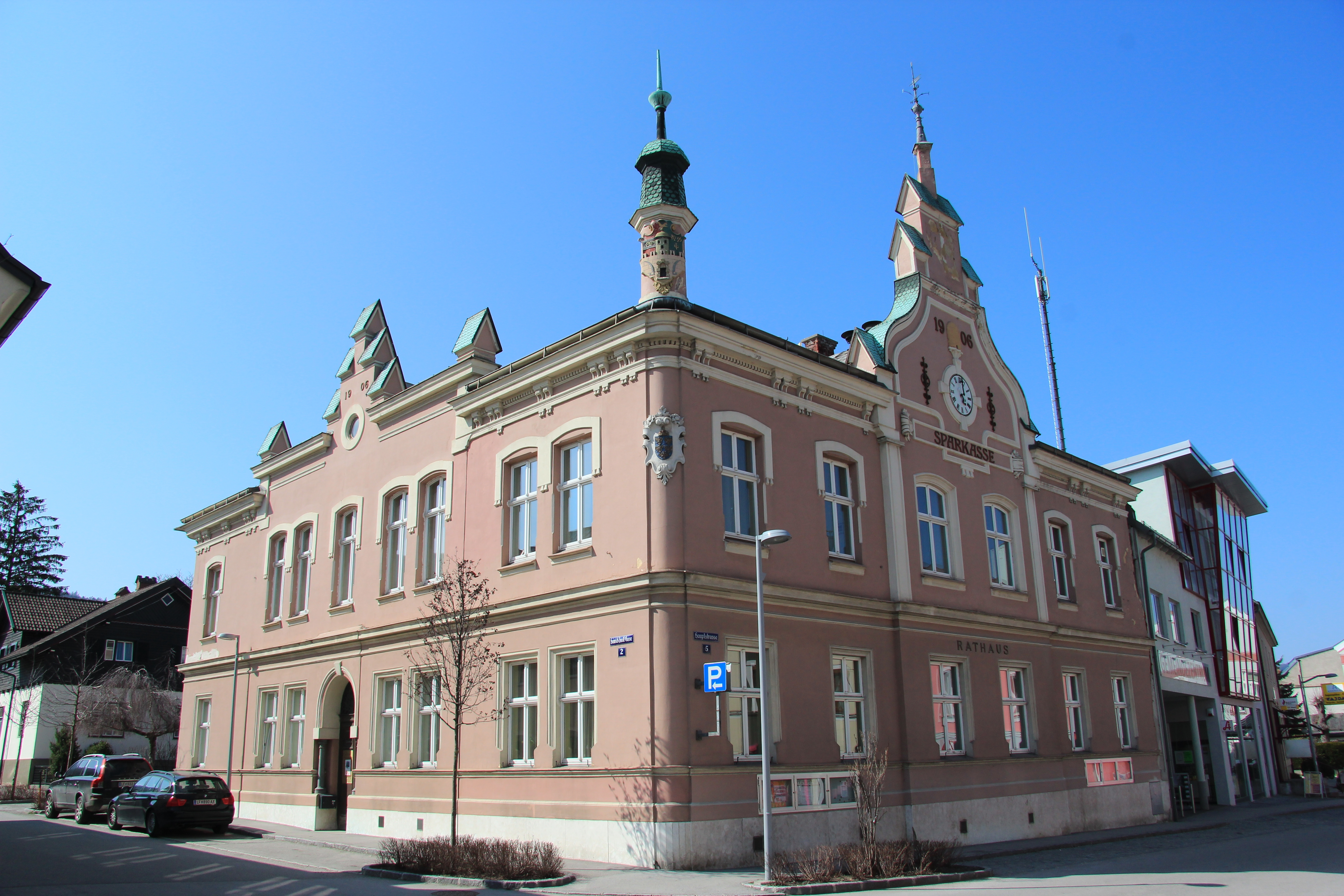
A városháza

Hainfeld a tartomány Mostviertel régiójában fekszik a Gutensteini-Alpok északi pereménél, a Gölsen folyó mentén. Területének 46,2%-a erdő. Legmagasabb pontja a 924 méteres Kirchenberg. Az önkormányzat 13 településrészt és falut egyesít: Bernau (129 lakos 2019-ben), Gegend Egg (89), Gerichtsberg (63), Gerstbach (52), Gölsen (804), Gstettl (152), Hainfeld (2017), Heugraben (14), Kasberg (46), Kaufmannberg (20), Landstal (24), Ob der Kirche (316) és Vollberg (61).
A környező önkormányzatok: keletre Kaumberg, délre Ramsau, délnyugatra Kleinzell, nyugatra Sankt Veit an der Gölsen, északnyugatra Rohrbach an der Gölsen, északra Michelbach és Brand-Laaben.

## Története
Hainfeld helyén már a kora középkorban állt egy erődítmény, amelyet II. Ottokár stájer őrgróf 1120 körül lebontatott. Helyén épült a Szt. András-plébániatemplom. A település alapításának ideje nem ismert, de 1280-ban már forum-ként vagyis mezővárosként hivatkoznak rá, ami mutatja helyi jelentőségét.
A reformáció után a lakosság nagy része protestánssá vált. Az ellenreformáció beindulásakor a mezőváros első katolikus papja David Gregor Corner volt, aki később a göttweigi kolostor apátjává emelkedett. Hainfeld a középkorban a kreisbachi uradalomhoz tartozott, amelyet a 17. században a lilienfeldi apátság megvásárolt. A mezőváros az 1848-as forradalomig és a feudális birtokrendszer eltörléséig a kolostor birtoka maradt. Ezt követőek a polgárok az apát által kinevezett városbírót, Leopold Kowatschot megválasztották polgármesternek.
1889-ben Victor Adler Hainfeldben alapította meg az Osztrák Szociáldemokrata Munkáspártot.
1928-ban Hainfeld megkapta a városi rangot. Az 1934-es osztrák polgárháború során a baloldali Republikánus Védelmi Szövetség két tagja lelőtte a jobboldal paramilitáris Heimwehr egyik vezetőjét, Hans Lintnert. A gyilkosokat a bíróság halálra ítélte. A második világháborúban a várost kétszer bombázták, 1944 októberében és 1945 áprilisában. Ezt követően az 1. SS páncéloshadosztályt vezényelték a város védelmére, amelyet a szovjetek folyamatos tűz alatt tartottak. Amikor visszavonultak, az SS-parancsnok Hitler Nero-parancsának értelmében elpusztított minden infrastrukturális létesítményt. A háború végére Bécsújhely után Hainfeld lett a leginkább lerombolt város az országban.

## Lakosság
A hainfeldi önkormányzat területén 2019 januárjában 3787 fő élt. A lakosságszám 1981 óta 3700 körül stagnál. 2017-ben a helybeliek 89,5%-a volt osztrák állampolgár; a külföldiek közül 0,4% a régi (2004 előtti), 5,1% az új EU-tagállamokból érkezett. 1,7% a volt Jugoszlávia (Szlovénia és Horvátország nélkül) vagy Törökország, 3,3% egyéb országok polgára volt. 2001-ben a lakosok 79%-a római katolikusnak, 4% evangélikusnak, 1,1% ortodoxnak, 2,5% mohamedánnak, 10,6% pedig felekezeten kívülinek vallotta magát. Ugyanekkor 10 magyar élt a városban.
A népesség változása:

| 2016 | 3 794 |
| 2018 | 3 726 |

## Látnivalók
- a gótikus Szt. András-plébániatemplom
- a söröskorsó-múzeum
- a helytörténeti múzeum

## Fordítás
- Ez a szócikk részben vagy egészben  a   Hainfeld (Niederösterreich) című német Wikipédia-szócikk ezen változatának fordításán alapul.  Az eredeti cikk szerkesztőit annak laptörténete sorolja fel. Ez a jelzés csupán a megfogalmazás eredetét és a szerzői jogokat jelzi, nem szolgál a cikkben szereplő információk forrásmegjelöléseként.